# ナゾ! ナゾ? Happiness!!
「ナゾ! ナゾ? Happiness!!」（ナゾ ナゾ ハッピネス）は、ミルキィホームズの楽曲。同グループ3枚目のシングルとして2012年1月25日にLantisから発売された。

## 概要
前作「正解はひとつ!じゃない!!」から約1年3ヶ月ぶりのリリースとなる2012年1枚目のシングル。こだまさおりが作詞し高田暁が作曲・編曲した表題曲「ナゾ! ナゾ? Happiness!!」に加え、こだまさおりが作詞し鈴木裕明が作曲・編曲した「はいぱーみるきぃあわー」が、それぞれOff Vocal版も含め収録されている。タイアップ活動も積極的に展開されており、表題曲はテレビアニメ『探偵オペラ ミルキィホームズ 第2幕』のオープニングテーマ曲として使用されている。また、同時収録されている「はいぱーみるきぃあわー」は、インターネットラジオ『ミルキィホームズ 探偵学院放送室4』のテーマ曲として使用されている。

## 特徴
ミルキィホームズとしては前作「正解はひとつ!じゃない!!」から1年ぶりのシングルとなり、マスメディアからも注目された。一例として、『メガミマガジン』はこのシングルについて特集しており、「ナゾ! ナゾ? Happiness!!」の世界観やメッセージ性について「未来に向かって前向きに歩いていこうというメッセージが歌われる」と報じていた。また、同誌は「ナゾ! ナゾ? Happiness!!」の曲調について「アッパーで軽快なサウンド」と評している。ミルキィホームズのメンバーも曲調については同様のコメントを残しており、徳井青空は「すごく元気でかわいくて、最初に聴いたときに“なんか2期っぽい!”って思いました」と語っている。同じくメンバーである三森すずこは「テンポ感があってキャッチーな曲」と評している。また、メンバーの佐々木未来は「ナゾ! ナゾ? Happiness!!」を歌うときのポイントとして「早口になったりキーが高かったりと歌うのは大変」と指摘している。メンバーの橘田いずみは「ナゾ! ナゾ? Happiness!!」をライブで歌う際の意気込みを述べた際に、冒頭の掛け声は観客とともに一緒になってコールしたいと語るとともに、「幸せな笑顔を振りまいて、ステージで暴れまくりたい」とその決意を語っている。

## 主な記録
2012年2月6日付のオリコン週間シングルチャートで18位を獲得。初動売上は0.4万枚を記録し、前作「正解はひとつ!じゃない!!」から売上が3000枚増加。グループ初となるトップ20入りを果たした。オリコンデイリーシングルチャートでは、1月24日、26日付で16位、25日付で15位を獲得した。
2012年2月6日付のビルボードチャートでは、Billboard JAPAN Hot Singles Salesで17位、Billboard Hot Animationで11位を獲得した。2012年2月4日放送分のCOUNT DOWN TV内のThis Week's TOP 100では49位を獲得した。

## 収録曲
（全作詞：こだまさおり）
1. ナゾ! ナゾ? Happiness!!
作曲・編曲：高田暁
  - 『探偵オペラ ミルキィホームズ 第2幕』オープニングテーマ
2. はいぱーみるきぃあわー [3:49]
作曲・編曲：鈴木裕明
  - 『ミルキィホームズ 探偵学院放送室4』テーマ
3. ナゾ! ナゾ? Happiness!!（Off Vocal）
4. はいぱーみるきぃあわー（Off Vocal）